# Ophthalmis florisiana
Ophthalmis florisiana är en fjärilsart som beskrevs av Rothschild 1897. Ophthalmis florisiana ingår i släktet Ophthalmis och familjen nattflyn. Inga underarter finns listade i Catalogue of Life.